# Buick Rainier
De Buick Rainier is een sports utility vehicle (SUV) van het Amerikaanse automerk Buick. Het was de eerste Buick met achterwielaandrijving sinds het einde van de productie van de Buick Roadmaster in 1996. De carrosserie vertoont veel gelijkenissen met de Oldsmobile Bravada.
De Rainier CXL, een facelift van de standaarduitvoering uit 2007, had een vernieuwde audio-installatie als meest kenmerkende verandering.